# Shunsuke Daitō
Shunsuke Daitō (大東 俊介?, Daitō Shunsuke; Osaka, 13 marzo 1986) è un attore giapponese.
Ha iniziato la sua carriera nel mondo dello spettacolo a metà degli anni 2000, distinguendosi immediatamente in vari ruoli svolti in molti dorama e pellicole cinematografiche.

## Filmografia

### Cinema
- Crows Zero, regia di Takashi Miike (2007)
- Real Onigokko, regia di Issei Shibata (2007)
- Tabidachi: Ashoro Yori, regia di Kazuhisa Imai (2008)
- Crows Zero II, regia di Takashi Miike (2009)
- Fujoshi kanojo, regia di Atsushi Kaneshige (2009)
- Gyakuten saiban, regia di Takashi Miike (2012)
- Ouran High School Host Club, regia di Satoshi Kan (2012)
- Kamen Rider Heisei Generations FOREVER, regia di Kyohei Yamaguchi (2018)
- 37 Seconds (37セカンズ), regia di Hikari (2019)
- Kusa no hibiki, regia di Hisashi Saito (2021)
- Hakai, regia di Kazuo Maeda (2022)

### Televisione
- Nobuta wo Produce (NTV, 2005)
- Sukoshi wa, Ongaeshi ga Dekitakana (TBS, 2006)
- Punch Line (TBS, 2006)
- Oishii Proposal (TBS, 2006)
- Anna-san no Omame (TV Asahi, 2006)
- Himitsu no Hanazono (Fuji TV, 2007)
- Hanazakari no Kimitachi e (Fuji TV, 2007)
- First Kiss (Fuji TV, 2007, ep5)
- Koshonin (TV Asahi, 2008, ep6-7)
- Ryokiteki na Kanojo (My Sassy Girl) (TBS, 2008, ep6-9)
- Shibatora (Fuji TV, 2008, ep1-4,9,11)
- RESCUE (TBS, 2009)
- Futatsu no Spica (NHK, 2009)
- Love Shuffle (TBS, 2009, ep4)
- Welcame (NHK, 2009)
- Shaken Baby! (Fuji TV, 2010)
- Tumbling (serie televisiva) (TBS, 2010)
- Nagareboshi (Fuji TV, 2010, ep1)
- Ojiichan wa 25-sai (TBS, 2010)
- LADY~Saigo no Hanzai Profile~ (TBS, 2011, ep3)
- Ouran High School Host Club (serie televisiva) (TBS, 2011)
- Taira no Kiyomori (NHK, 2012)
- Dragon Seinendan (TBS, 2012)
- Yo nimo Kimyo na Monogatari 2012 Fall Special Shinrei Appli (Fuji TV, 2012)
- Itsuha hi no ataru basho de (いつか陽のあたる場所で?) (2013)
- Kamo, Kyoto e Iku. (Fuji TV, 2013)

### Videogiochi
- Yakuza 5 (2012) (Shigeki Baba)
- Ryu ga Gotoku Ishin! (2014) (Heisuke Todo)
- Ryu ga Gotoku Online (2018) (Shigeki Baba, Heisuke Todo)
- Like a Dragon: Pirate Yakuza in Hawaii (2025) (Mortimer)